# Округлица (Вареш)
Округлица је насељено мјесто у Босни и Херцеговини, у општини Вареш, које административно припада Федерацији Босне и Херцеговине. Према попису становништва из 1991. у насељу је живјело 43 становника.

## Географија
Насеље се налази на удаљености 25 км од Варешa. Налази се у подножју Селачке и Чемерске планине и на обронцима планине Звијезде. У Округлици се састају двије ријечице, Куносићки поток и Блажа, и чине јединствену ријеку Мисочу која се у Илијашу улива у ријеку Босну. Сточарски је крај богат пашњацима и шумама. У Округлици се налази извор изузетно квалитетан извор киселе воде.

## Историја
На простору Округлице се налазе средњовјековни споменици стећци. На Округлици је 1944. боравио генерал Југословенске војске у отаџбини са штабом Драгољуб Михаиловић. На почетку рата у БиХ Округлица је припадала Херцег-Босни, да би током рата припала општини Илијаш и Републици Српској гдје остаје до љета 1994. године. По Дејтонском Споразуму припала је Федерацији БиХ.

## Култура
На Светог Павла сваке године у Округлици се традиционално одржава Сусрет Округличана, житеља околних села и свих пријатеља који вуку корјене са овог поднебља али који нису заборавили одакле потичу и који у срцу и даље живе на Округлици. Уз подршку Министарстава ѕа избјегла и расељена лица, невладиног сектора и појединаца пројекат повратка расељеног становништва у Округлицу је у току.

## Образовање
Дужност учитеља и наставника у Основној школи у Округлици су вршили:
- Гојић Драго
- Гојић Војка
- Пантић Станоја
- Будисављевић Милан
- Стојковић Љубиша
- Стјепановић Момир
- Боровић Никола
- Живковић Светозар
- Живковић Перка
- Саво Михајловић — српски
- Владо — биологија
- Љубица — математика
- Душанка
- Стеван
- Бећир
- Мухамед — историја
- Рашо
- Стојанка
- Горанчић Здраво
- Топалић Бошко

## Саобраћај
Округлица је повезана ауто-путем са општином Илијаш, општином Бреза преко Дабравина, општином Вареш, општином Олово преко планине Звијезде и Нишићке висоравни.

## Становништво
| Националност       | 1991. | 1981. | 1971. | 1961. |
| Срби               | 37    | 45    | 66    | 75    |
| Југословени        | 2     | 4     | 5     |       |
| Хрвати             |       | 5     | 5     | 4     |
| Црногорци          |       | 4     |       |       |
| Македонци          |       |       | 1     |       |
| Муслимани          | 1     |       |       |       |
| остали и непознато | 3     | 1     |       |       |
| Укупно             | 43    | 59    | 77    | 79    |

| Демографија | Демографија | Демографија |
| Година      | Становника  | Становника  |
| ----------- | ----------- | ----------- |
| 1961.       | 79          |             |
| 1971.       | 77          |             |
| 1981.       | 59          |             |
| 1991.       | 43          |             |

### Презимена
Српске породице које су живјеле у Округлици до рата су:
- Зекић
- Михајловић
- Ђурђић
- Мићић
- Цвијетић
- Малешевић
- Маринковић
- Ђокић
- Горанчић
- Окиљ
- Ђука

Oкругличке породице славе следеће славе: Зекићи 31. октобар Светог Апостола Луку — Лука Јеванђелиста, Михајловићи, Ђокићи, Ђурђићи, Ђукe и Цвијетићи 19. децембра Светог Николу — Никољдан, Горанчићи, Малешевићи и Маринковићи 6. маја Светог великомученика Георгија — Ђурђевдан, Мићићи и Окиљи 9, јануара Светог Првомученика Стефана — Стефан Првомученик.